# Camicione de' Pazzi
per la freddura, pur col viso in giùe,
disse: "Perché cotanto in noi ti specchi?»
(Canto XXXII, 52-54)
Alberto Camicione de' Pazzi (... – XIII secolo) appartenente alla famiglia dei Pazzi di Valdarno (diversa da quella dei Pazzi di Firenze), è un personaggio vissuto nel Duecento, citato da Dante Alighieri nell'Inferno della Divina Commedia.

## Biografia
Uccise a tradimento Ubertino de' Pazzi, suo congiunto, per ottenere alcune fortezze che avevano in comune, secondo quanto riportato dall'Anonimo fiorentino. Per questo peccato Dante lo colloca nel IX cerchio dove si trovano i traditori.
Nel poema Dante scambia alcune battute con Camicione, scritto come si pronuncia in dialetto toscano "Camiscion de' Pazzi", che ha perduto entrambe le orecchie per il gelo e che si offre di indicare al poeta alcuni personaggi puniti in quel girone, che non possono parlare perché immersi nel ghiaccio, come Mordred, Focaccia e Sassolo Mascheroni. Alla fine della breve carrellata chiude bruscamente dicendo che affinché non gli vengano fatte altre domande («perché non mi metti più in sermoni») il suo nome è Camicione de' Pazzi, e aspetta Carlino de' Pazzi che lo scagioni, cioè che ha un peccato più grave del suo (tradimento della patria invece che dei congiunti, secondo la scala di gravità dantesca), al cui confronto si sentirà più sollevato.
sappi ch'i' fu' il Camiscion de' Pazzi;
e aspetto Carlin che mi scagioni.»
(Canto XXXII, 67-69)